# 浜松都市圏
浜松都市圏（はままつとしけん）とは、静岡県浜松市を中心市とする都市圏のこと。域内総生産は約4兆7628億円。

## 定義

### 都市雇用圏

浜松都市圏（都市雇用圏）の範囲

2010年国勢調査の基準では浜松市や磐田市など4市1町で構成され、2015年の人口は1,133,879人である。都市圏の定義は10%通勤圏と重なる部分が多く、詳しくは「都市雇用圏」を参照のこと。
都市雇用圏の変遷
- 都市圏を構成しない自治体は、各統計年の欄で灰色かつ「-」で示す。

| 自治体 ('80) | 1980年                 | 1990年                 | 1995年                 | 2000年                 | 2005年                  | 2010年                  | 2015年                  | 自治体 （現在） |
| ------------ | ---------------------- | ---------------------- | ---------------------- | ---------------------- | ----------------------- | ----------------------- | ----------------------- | --------------- |
| 御前崎町     | -                      | -                      | -                      | -                      | 掛川 都市圏 20万0631人  | 掛川 都市圏 19万8104人  | 掛川 都市圏 19万3943人  | 御前崎市        |
| 浜岡町       | -                      | -                      | -                      | -                      | 掛川 都市圏 20万0631人  | 掛川 都市圏 19万8104人  | 掛川 都市圏 19万3943人  | 御前崎市        |
| 小笠町       | -                      | -                      | -                      | -                      | 掛川 都市圏 20万0631人  | 掛川 都市圏 19万8104人  | 掛川 都市圏 19万3943人  | 菊川市          |
| 菊川町       | -                      | -                      | 掛川 都市圏 10万7514人 | 掛川 都市圏 11万1743人 | 掛川 都市圏 20万0631人  | 掛川 都市圏 19万8104人  | 掛川 都市圏 19万3943人  | 菊川市          |
| 掛川市       | 掛川 都市圏 6万4843人  | 掛川 都市圏 7万2779人  | 掛川 都市圏 10万7514人 | 掛川 都市圏 11万1743人 | 掛川 都市圏 20万0631人  | 掛川 都市圏 19万8104人  | 掛川 都市圏 19万3943人  | 掛川市          |
| 大東町       | -                      | -                      | -                      | -                      | 掛川 都市圏 20万0631人  | 掛川 都市圏 19万8104人  | 掛川 都市圏 19万3943人  | 掛川市          |
| 大須賀町     | -                      | -                      | -                      | -                      | 掛川 都市圏 20万0631人  | 掛川 都市圏 19万8104人  | 掛川 都市圏 19万3943人  | 掛川市          |
| 森町         | -                      | 袋井 都市圏 7万4237人  | 袋井 都市圏 7万8346人  | 袋井 都市圏 9万9406人  | 浜松 都市圏 113万9189人 | 浜松 都市圏 113万3879人 | 浜松 都市圏 112万9296人 | 森町            |
| 袋井市       | -                      | 袋井 都市圏 7万4237人  | 袋井 都市圏 7万8346人  | 袋井 都市圏 9万9406人  | 浜松 都市圏 113万9189人 | 浜松 都市圏 113万3879人 | 浜松 都市圏 112万9296人 | 袋井市          |
| 浅羽町       | 浜松 都市圏 82万5503人 | 浜松 都市圏 88万8239人 | 浜松 都市圏 91万2642人 | 袋井 都市圏 9万9406人  | 浜松 都市圏 113万9189人 | 浜松 都市圏 113万3879人 | 浜松 都市圏 112万9296人 | 袋井市          |
| 福田町       | 浜松 都市圏 82万5503人 | 浜松 都市圏 88万8239人 | 浜松 都市圏 91万2642人 | 浜松 都市圏 91万9933人 | 浜松 都市圏 113万9189人 | 浜松 都市圏 113万3879人 | 浜松 都市圏 112万9296人 | 磐田市          |
| 磐田市       | 浜松 都市圏 82万5503人 | 浜松 都市圏 88万8239人 | 浜松 都市圏 91万2642人 | 浜松 都市圏 91万9933人 | 浜松 都市圏 113万9189人 | 浜松 都市圏 113万3879人 | 浜松 都市圏 112万9296人 | 磐田市          |
| 豊岡村       | 浜松 都市圏 82万5503人 | 浜松 都市圏 88万8239人 | 浜松 都市圏 91万2642人 | 浜松 都市圏 91万9933人 | 浜松 都市圏 113万9189人 | 浜松 都市圏 113万3879人 | 浜松 都市圏 112万9296人 | 磐田市          |
| 豊田町       | 浜松 都市圏 82万5503人 | 浜松 都市圏 88万8239人 | 浜松 都市圏 91万2642人 | 浜松 都市圏 91万9933人 | 浜松 都市圏 113万9189人 | 浜松 都市圏 113万3879人 | 浜松 都市圏 112万9296人 | 磐田市          |
| 竜洋町       | 浜松 都市圏 82万5503人 | 浜松 都市圏 88万8239人 | 浜松 都市圏 91万2642人 | 浜松 都市圏 91万9933人 | 浜松 都市圏 113万9189人 | 浜松 都市圏 113万3879人 | 浜松 都市圏 112万9296人 | 磐田市          |
| 可美村       | 浜松 都市圏 82万5503人 | 浜松 都市圏 88万8239人 | 浜松 都市圏 91万2642人 | 浜松 都市圏 91万9933人 | 浜松 都市圏 113万9189人 | 浜松 都市圏 113万3879人 | 浜松 都市圏 112万9296人 | 浜松市          |
| 浜松市       | 浜松 都市圏 82万5503人 | 浜松 都市圏 88万8239人 | 浜松 都市圏 91万2642人 | 浜松 都市圏 91万9933人 | 浜松 都市圏 113万9189人 | 浜松 都市圏 113万3879人 | 浜松 都市圏 112万9296人 | 浜松市          |
| 細江町       | 浜松 都市圏 82万5503人 | 浜松 都市圏 88万8239人 | 浜松 都市圏 91万2642人 | 浜松 都市圏 91万9933人 | 浜松 都市圏 113万9189人 | 浜松 都市圏 113万3879人 | 浜松 都市圏 112万9296人 | 浜松市          |
| 引佐町       | 浜松 都市圏 82万5503人 | 浜松 都市圏 88万8239人 | 浜松 都市圏 91万2642人 | 浜松 都市圏 91万9933人 | 浜松 都市圏 113万9189人 | 浜松 都市圏 113万3879人 | 浜松 都市圏 112万9296人 | 浜松市          |
| 舞阪町       | 浜松 都市圏 82万5503人 | 浜松 都市圏 88万8239人 | 浜松 都市圏 91万2642人 | 浜松 都市圏 91万9933人 | 浜松 都市圏 113万9189人 | 浜松 都市圏 113万3879人 | 浜松 都市圏 112万9296人 | 浜松市          |
| 雄踏町       | 浜松 都市圏 82万5503人 | 浜松 都市圏 88万8239人 | 浜松 都市圏 91万2642人 | 浜松 都市圏 91万9933人 | 浜松 都市圏 113万9189人 | 浜松 都市圏 113万3879人 | 浜松 都市圏 112万9296人 | 浜松市          |
| 浜北市       | 浜松 都市圏 82万5503人 | 浜松 都市圏 88万8239人 | 浜松 都市圏 91万2642人 | 浜松 都市圏 91万9933人 | 浜松 都市圏 113万9189人 | 浜松 都市圏 113万3879人 | 浜松 都市圏 112万9296人 | 浜松市          |
| 天竜市       | 浜松 都市圏 82万5503人 | 浜松 都市圏 88万8239人 | 浜松 都市圏 91万2642人 | 浜松 都市圏 91万9933人 | 浜松 都市圏 113万9189人 | 浜松 都市圏 113万3879人 | 浜松 都市圏 112万9296人 | 浜松市          |
| 龍山村       | -                      | 浜松 都市圏 88万8239人 | 浜松 都市圏 91万2642人 | 浜松 都市圏 91万9933人 | 浜松 都市圏 113万9189人 | 浜松 都市圏 113万3879人 | 浜松 都市圏 112万9296人 | 浜松市          |
| 三ケ日町     | -                      | -                      | -                      | -                      | 浜松 都市圏 113万9189人 | 浜松 都市圏 113万3879人 | 浜松 都市圏 112万9296人 | 浜松市          |
| 佐久間町     | -                      | -                      | -                      | -                      | 浜松 都市圏 113万9189人 | 浜松 都市圏 113万3879人 | 浜松 都市圏 112万9296人 | 浜松市          |
| 水窪町       | -                      | -                      | -                      | -                      | 浜松 都市圏 113万9189人 | 浜松 都市圏 113万3879人 | 浜松 都市圏 112万9296人 | 浜松市          |
| 春野町       | -                      | -                      | -                      | -                      | 浜松 都市圏 113万9189人 | 浜松 都市圏 113万3879人 | 浜松 都市圏 112万9296人 | 浜松市          |
| 新居町       | 浜松 都市圏            | 湖西 都市圏 5万9926人  | 豊橋 都市圏 62万1804人 | 豊橋 都市圏 64万4784人 | 浜松 都市圏 113万9189人 | 浜松 都市圏 113万3879人 | 浜松 都市圏 112万9296人 | 湖西市          |
| 湖西市       | -                      | 湖西 都市圏 5万9926人  | 豊橋 都市圏 62万1804人 | 豊橋 都市圏 64万4784人 | 浜松 都市圏 113万9189人 | 浜松 都市圏 113万3879人 | 浜松 都市圏 112万9296人 | 湖西市          |

- 1991年5月1日：浜松市が可美村を編入合併した。
- 2004年4月1日：榛原郡御前崎町と小笠郡浜岡町が合併して御前崎市となった。
- 2005年1月17日：菊川町と小笠町が合併して菊川市となった。
- 2005年4月1日：掛川市、大東町、大須賀町が合併して掛川市となった。
- 2005年4月1日：袋井市と浅羽町が合併して袋井市となった。
- 2005年4月1日：磐田市、磐田郡竜洋町、福田町、豊田町、豊岡村の1市4町で合併して、現在の磐田市となった。
- 2005年7月1日：浜松市が、浜北市、引佐郡引佐町、細江町、三ケ日町、浜名郡雄踏町、舞阪町、天竜市、磐田郡佐久間町、水窪町、龍山村、周智郡春野町の2市9町を編入合併した。
- 2010年3月23日：湖西市が新居町を編入合併した。

### 1.5% 都市圏（通勤通学圏）
総務省統計局の国勢調査の統計表で用いる地域区分（→都市圏 (総務省)）。15歳以上常住人口の 1.5% 以上が浜松市に通勤通学している市町村を含める圏域。2007年の政令指定都市移行に伴い、2010年の調査からは静岡都市圏と統合された静岡・浜松大都市圏として設定されている。
| 年     | 人口 （人） | 面積 (km2) | 人口密度 (人/km2) |
| ------ | ----------- | ---------- | ----------------- |
| 1985年 | 1,107,777   | 1,566      | 707               |
| 1990年 | 1,154,010   | 1,578      | 731               |
| 1995年 | 1,195,129   | 1,830      | 653               |
| 2000年 | 1,226,890   | 1,830      | 671               |
| 2005年 | 1,304,548   | 2,346      | 556               |

## 交通

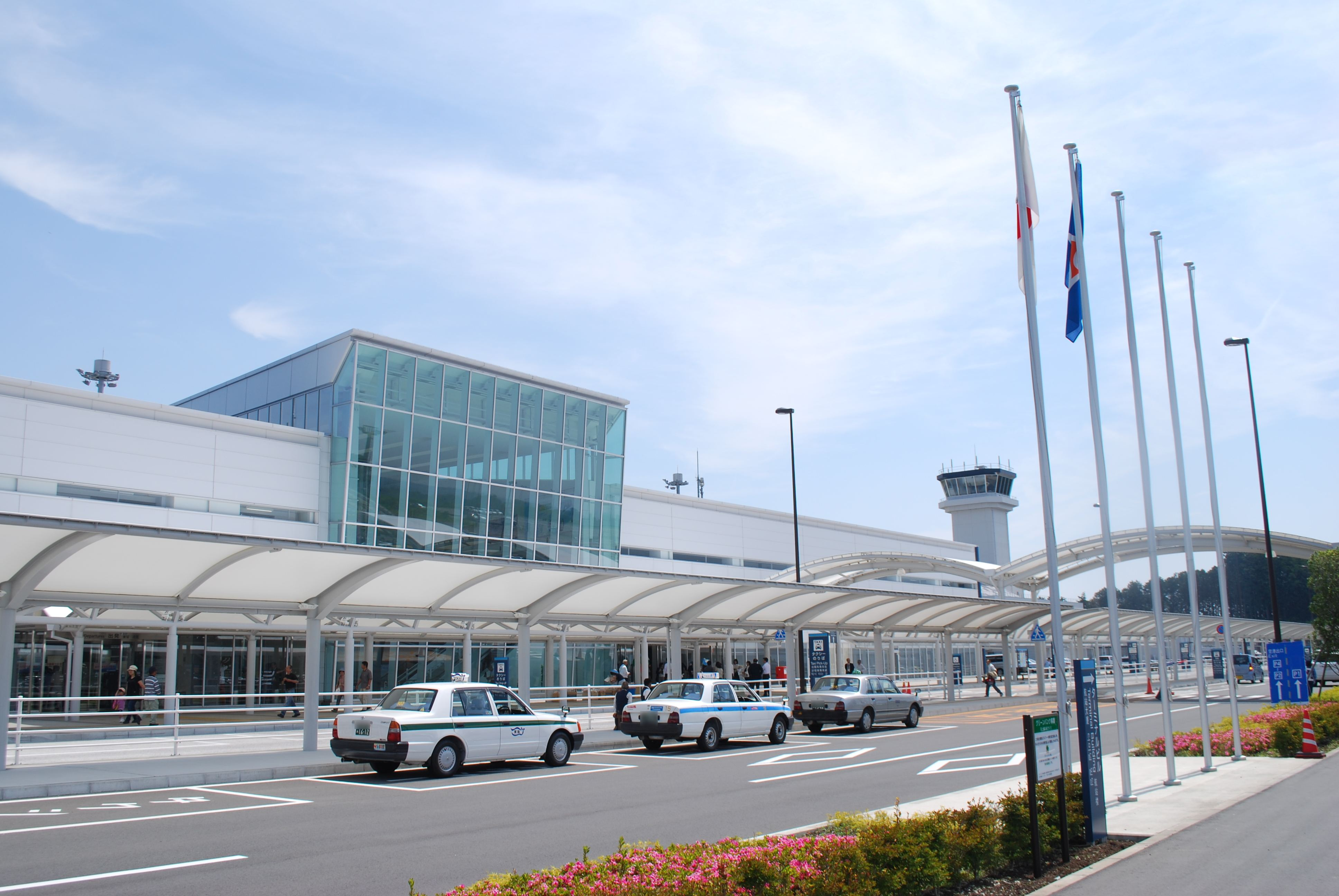
静岡空港（牧之原市）

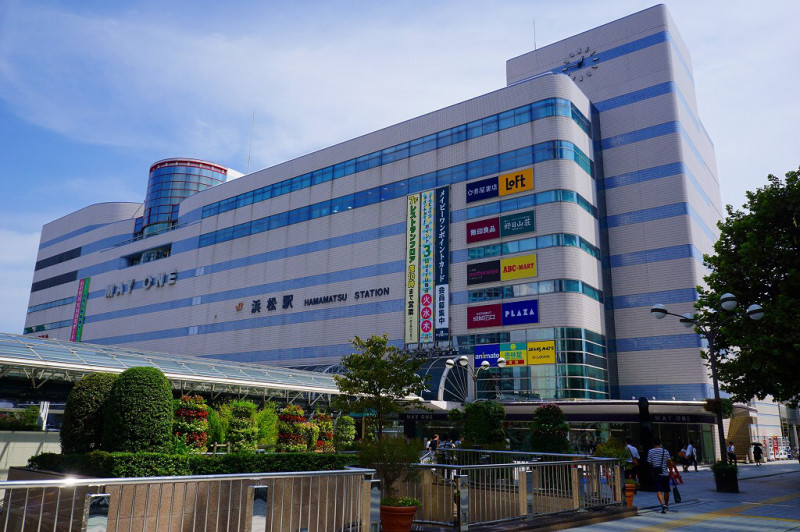
浜松駅（浜松市中央区）

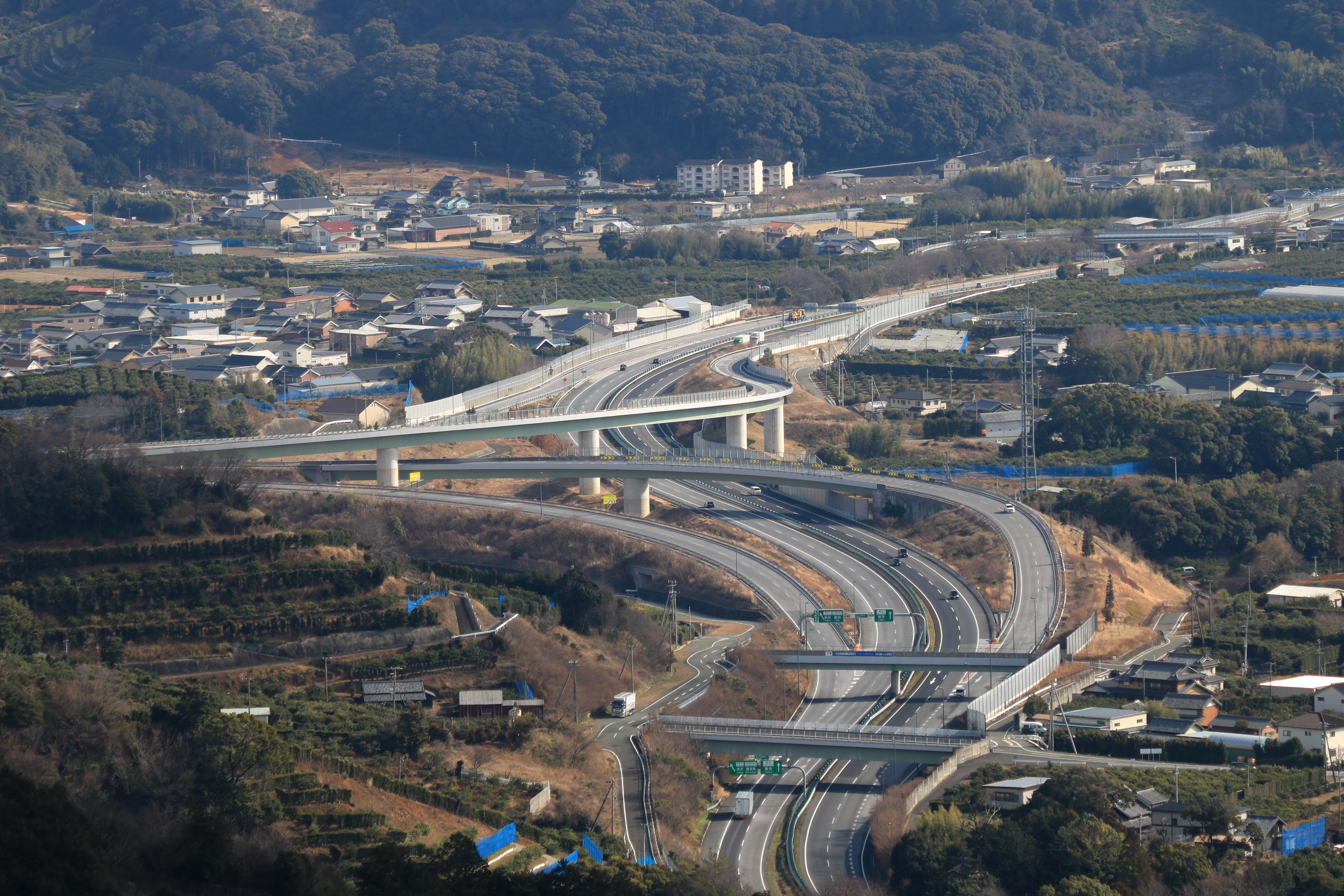
三ヶ日JCT（浜松市浜名区）

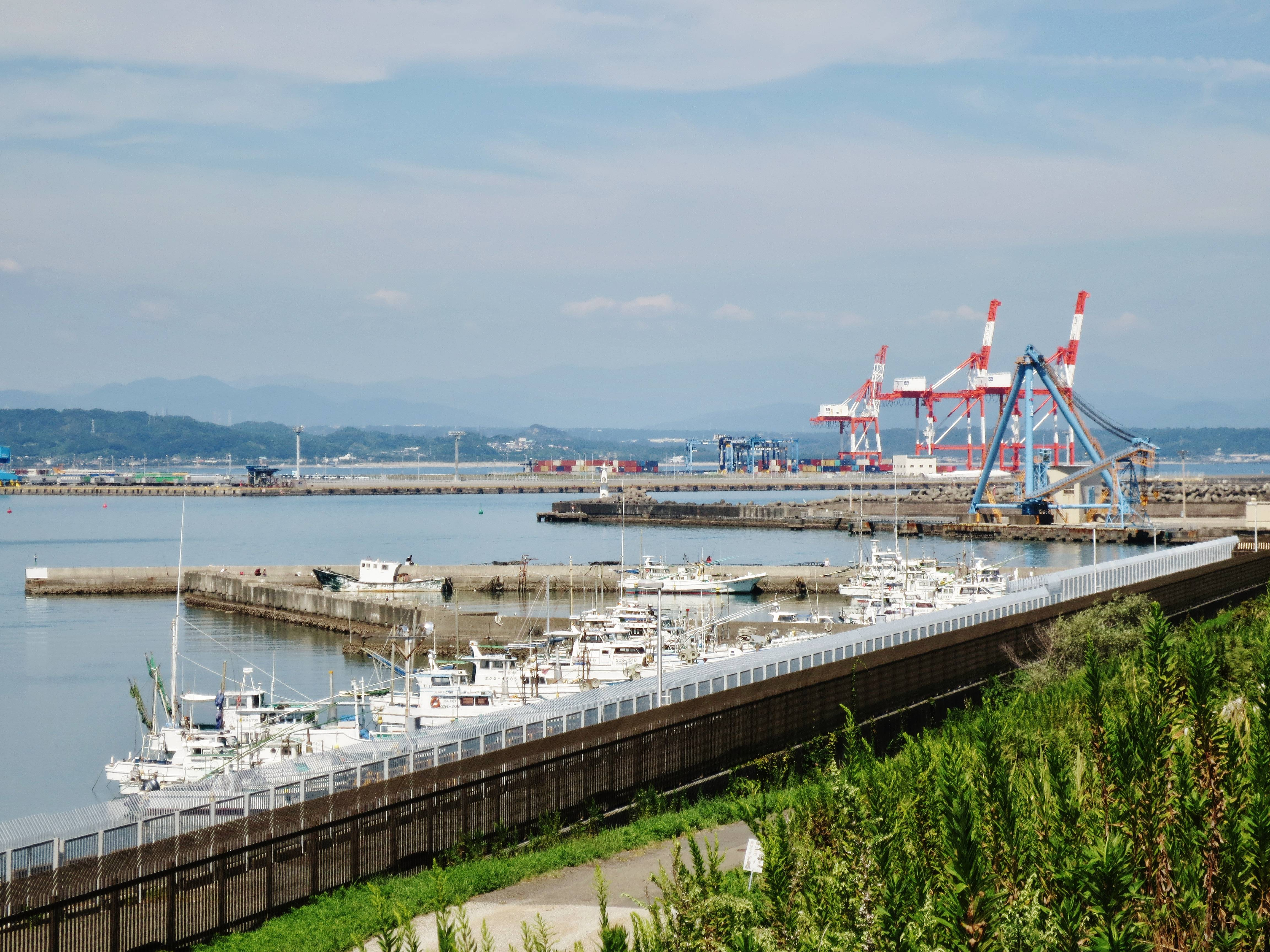
御前崎港（御前崎市）

### 空港
- 静岡空港
- 浜松飛行場

### 鉄道
東海旅客鉄道（JR東海）
- 東海道新幹線
- ■東海道本線
- ■飯田線

日本貨物鉄道（JR貨物）
- ■東海道本線

遠州鉄道（遠鉄）
- ■鉄道線

天竜浜名湖鉄道（THR）
- ■天竜浜名湖線

### 道路
高速道路
- 東名高速道路
- 新東名高速道路
- 三遠南信自動車道

国道
- 国道1号
- 国道42号
- 国道150号
- 国道152号
- 国道257号
- 国道301号
- 国道362号
- 国道473号
- 国道474号

### 港湾
重要港湾
- 御前崎港

## 浜松都市圏をサービスエリアとする放送局
- 静岡放送（テレビはJNN系列、ラジオはJRN・NRN両系列。静岡市）
- K-mix（JFN系列。浜松市）
- FM Haro!（コミュニティ放送。浜松市）
- cable winde（浜松市）
- NHK静岡放送局
- テレビ静岡（FNN系列）
- 静岡朝日テレビ（ANN系列）
- 静岡第一テレビ（NNN系列）

静岡放送とテレビ静岡は、浜松都市圏とそれ以外の静岡県とで別々の放送免許を持っているため、地区ごとにCMを差し替えるなど別編成の放送が可能である。これは、かつて中部日本放送や東海テレビが浜松支局を開設した際に競合したためである。後発の静岡朝日テレビと静岡第一テレビは、浜松市に本社・スタジオを置いて開局の予定だった。

### そのほか浜松都市圏で視聴可能な放送
- CBCテレビ（JNN系列。名古屋市）
- CBCラジオ（JRN系列。名古屋市）
- 東海ラジオ放送（NRN系列。名古屋市）
- ZIP-FM（JFL系列。名古屋市）
- FM AICHI（＠FM）（JFN系列。名古屋市）
- radio CUBE FM三重（JFN系列。津市）
- FMやしの実（コミュニティ放送。豊橋市）
- NHK名古屋放送局
- 東海テレビ放送（FNN系列。名古屋市）
- 中京テレビ放送（NNN系列。名古屋市）
- メ～テレ（ANN系列。名古屋市）
- テレビ愛知（TXN系列。名古屋市）
- ぎふチャン（全国独立UHF放送協議会。岐阜市）
- 三重テレビ（全国独立UHF放送協議会。津市）

浜松市東区東隣の磐田市以西では、テレビ・ラジオ共に越境電波で名古屋圏の放送を視聴できる。アナログではほぼ全域で受信出来るが、デジタルは浜松市の西区・南区の中田島より西の地域・北区の都田地区、湖西市でも一部の地区・家庭のみの視聴可能エリアで、他はほぼ全域で受信不可能。